# CHAdeMO
CHAdeMO es el nombre registrado de un protocolo de recarga de baterías para automóviles eléctricos que suministra hasta 62.5 kW, 500 V, 125 A de corriente continua DC de baja tensión a través de un conector eléctrico. Se presenta como un estándar global por la asociación del mismo nombre.
CHAdeMO es el acrónimo de "CHArge de MOve", que se traduce como “carga para moverse”. El nombre es un juego de palabras de O cha demo ikaga desuka en japonés, que se puede traducir como “¿Tomamos un té?”, en referencia al tiempo que se tardaría en recargar las baterías de un coche eléctrico. CHΛdeMO puede recargar un coche en menos de media hora y, la carga ultrarrápida, en menos de quince minutos, generalmente en diez.

## CHAdeMO Association
CHAdeMO Association se formó en marzo de 2010 por The Tokyo Electric Power Company, Nissan, Mitsubishi y Fuji Heavy Industries (el fabricante de vehículos Subaru). Toyota se unió posteriormente como el quinto miembro ejecutivo.

## Carga rápida de corriente continua DC

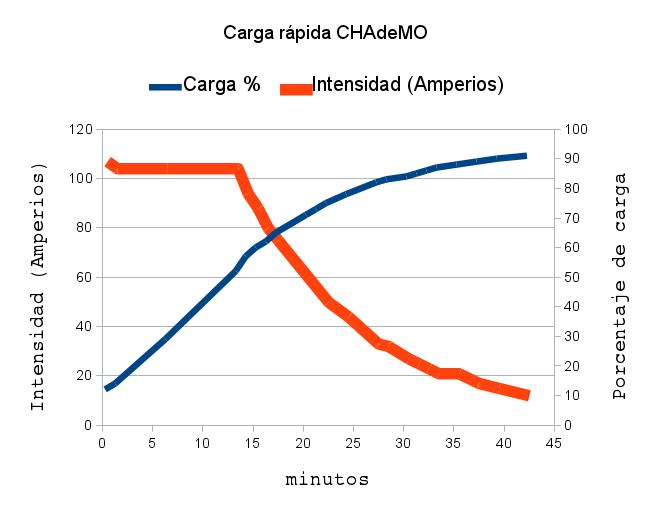
Gráfico que muestra la intensidad y el porcentaje de carga en función del tiempo en un Nissan Leaf 24 kWh con una temperatura exterior de 20 grados centígrados.

La mayoría de los vehículos eléctricos (VE) tienen un cargador incorporado que usa un rectificador para transformar la corriente alterna (AC) de la red eléctrica a una corriente continua (DC) apropiada para la recarga de las baterías. Condicionantes de temperatura y de coste limitan cuánta potencia puede manejar el rectificador, de modo que para más de 240 VAC y 75 A es mejor que una estación de recarga externa suministre corriente continua (DC) directamente al paquete de baterías del vehículo. 
CHAdeMO tiene un controlador que recibe comandos desde el VE vía bus CAN, y el cargador fija la corriente para cumplir con los valores de consigna del VE. A través de este mecanismo, la carga rápida y óptima es posible en respuesta al rendimiento de la batería y el entorno de uso. 
El cargador rápido CHAdeMO usa transmisión de señal analógica y una comunicación digital vía bus CAN. Esta combinación y diseño redundante asegura una operación segura del cargador. En el diseño del conector DC, además de tener suficiente margen de seguridad con una distancia de aislamiento entre los pins de potencia, se han implementado cuatro pins de señal analógica, dos pins de señal digital, y un pin de tierra para que las señales de control sean transferidas apropiadamente entre el vehículo y el cargador.
El proceso de carga rápida CHAdeMO se inicia muy rápido con intensidades de hasta 110 A que van disminuyendo a medida que se va cargando. Es comparable al llenado de un vaso hasta el borde: al principio se vierte rápidamente el líquido para ir disminuyendo el caudal a medida que se va llenando.
Los productos certificados CHAdeMO se ajustan al estándar IEC 61851-23 para el sistema de carga, al estándar IEC 61851-24 para la comunicación y al estándar IEC 62196-3 para el conector.

## Logo
El logo es una combinación del símbolo eléctrico de batería y una curva dinámica que dibuja una sonrisa, simbolizando así un futuro brillante y feliz.
El color verde es el color del té verde. 

## Cargadores instalados

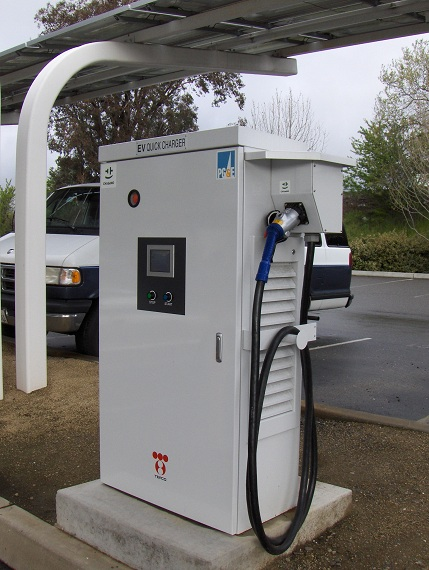
Estación de recarga rápida en Vacaville, California

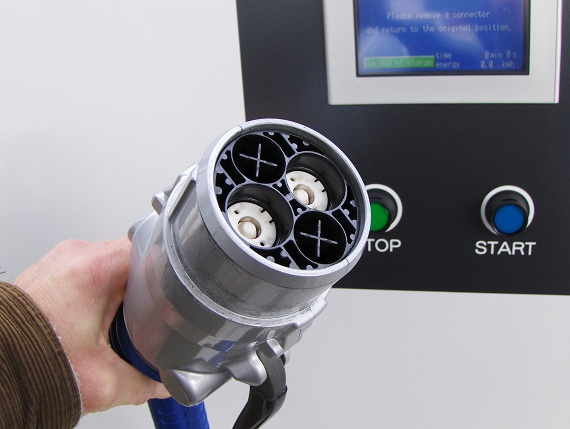
Conector TEPCO con protocolo CHAdeMO de recarga rápida

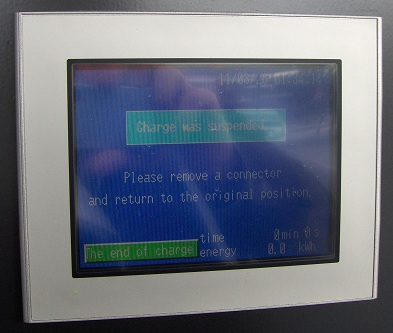
TEPCO Pantalla para la recarga rápida

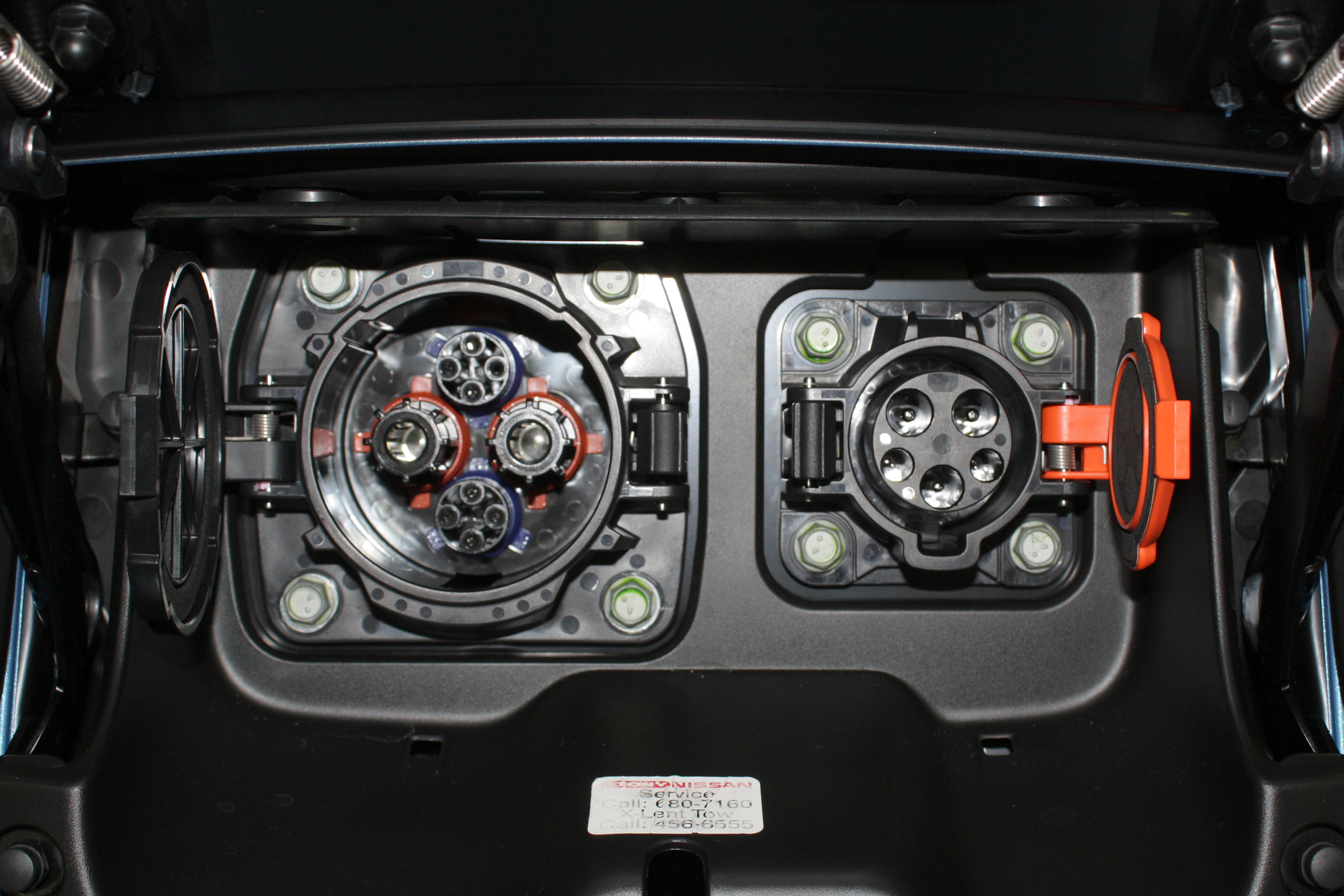
Conectores CHAdeMO y SAE J1772 en un Nissan Leaf

La página web de CHAdeMO reporta el número de cargadores instalados.
| Japón          | 7133   |
| Europa         | 6022   |
| Estados Unidos | 2290   |
| Asia           | 2018   |
| Otros          | 182    |
| Total          | 17 645 |

## Modelos de vehículos compatibles
- Citroën C-Zero
- Citroën Berlingo eléctrico
- Fiat 500e
- Honda Fit EV
- Hyundai Ioniq Eléctrico
- Kia Soul EV
- Mazda Demio EV
- Mitsubishi i-MiEV
- Mitsubishi Minicab MiEV
- Mitsubishi Outlander P-HEV
- Mitsubishi Eclipse Cross P-HEV
- Nissan Leaf
- Nissan e-NV200
- Peugeot iOn
- Peugeot Partner EV
- Subaru Stella EV
- Tesla Model S (con adaptador opcional) En enero de 2015 Tesla puso a la venta el adaptador CHAdeMO que permite cargar a 50 kW en las estaciones de carga que usan dicho protocolo.
- Tesla Model X (con adaptador opcional)[8]
- Tesla Model 3 (con adaptador opcional)
- Toyota eQ
- Toyota RAV4 EV First Generation 2001-2003 (con adaptador de terceros)
- Toyota RAV4 EV Second Generation 2012-2014 (con adaptador de terceros)
- Zero Motorcycles (a través de un conector opcional)

## Estaciones de recarga compatibles
- SIEMENS CPC50 (50kW)
- ABB Terra 51 Charge Station (50kW)
- ABB Terra 53 Charge Station (50kW) multiestándar CHAdeMO y CCS
- Efacec QC20, QC24S (coming soon), QC45(BATT) Archivado el 26 de abril de 2018 en Wayback Machine.
- CIRCONTROL CirCarLife.[9]
- Nissan NSQC442(A-G) (50kW)
- Fuji Electric FRCH50B-2-01 (50kW)
- NEC NQVC500M3(50kW)
- Hitachi IE-HSC0001 (50kW)
- Everflash-50(50kW)
- Ingeteam INGEREV ROAD

## Socios
Los 5 socios del secretariado son:
- Fuji Heavy Industries Ltd.
- Mitsubishi Motors Corporation
- Nissan Motor Company
- Tokyo Electric Power Company
- Toyota Motor Corporation

Entre los 179 socios regulares de CHAdeMO están:
- ABB
- Better Place Global
- BOSCH
- Circontrol, S.A
- DAIHATSU MOTOR CO., LTD.
- Delphi Automotive Systems Japan, Ltd.
- DENSO CORPORATION
- E.ON AG
- Efacec
- Endesa S.A.
- ENEL
- ENERIS
- Fuji Electric Co., Ltd.
- GH Electrotermia, S.A.
- Green Power Tech
- GS Yuasa Corporation
- Hitachi, Ltd.
- Honda R&D Co., Ltd.
- IDIADA Automotive Technology S.A.
- Ingeteam Energy
- Instalaciones Energéticas de las Islas,S.L
- Isuzu Motors Limited
- Kawasaki Heavy Industries, Ltd.
- Komatsu Ltd.
- Mazda Motor Corporation
- Mitsubishi Electric Corporation
- Mitsubishi Fuso Truck and Bus Corporation
- MITSUBISHI HEAVY INDUSTRIES, LTD.
- NEC Corporation
- Peugeot Citroën Automobiles S.A.
- PIONEER CORPORATION
- SANYO Electric Co., Ltd.
- Seiko Electric CO., LTD.
- Siemens AG
- SUZUKI MOTOR CORPORATION
- TOSHIBA Corporation
- Toyota Industries Corporation
- TOYOTA MEDIA SERVICE Corporation
- Volvo Technology Corporation

## Otros sistemas de recarga rápida

Conector CCS combinado Tipo 2 según estándar IEC 62196. Llamado también Combo2. Usado en Europa para la recarga de vehículos eléctricos como el BMW i3, VW e-up!, VW e-Golf y GM Spark EV.

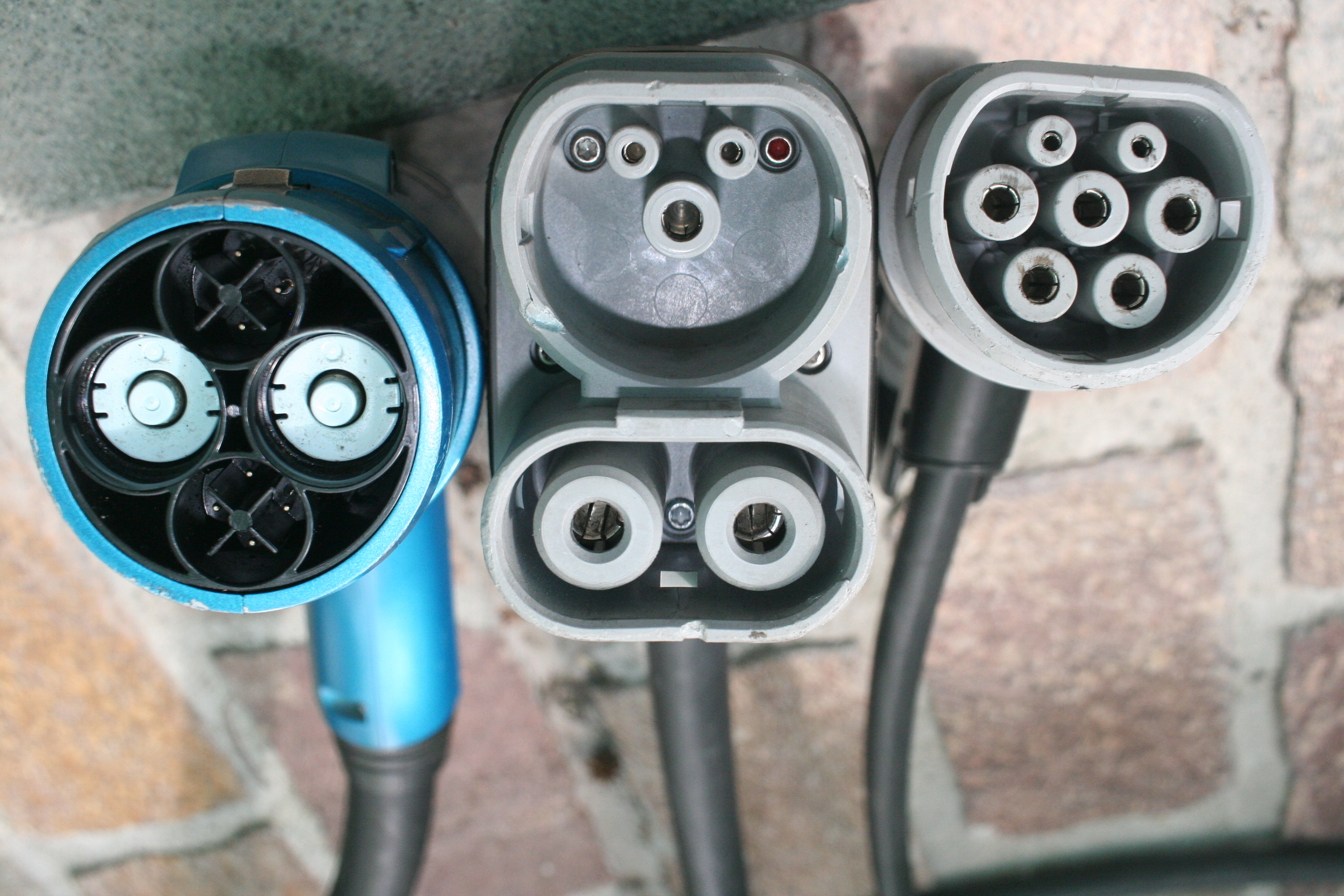
CHAdeMO (IEC 62196 tipo 4, DC), IEC 62196 combo2 (DC solamente), y IEC 62196 conector tipo 2 Mennekes (AC).

Siete fabricantes de automóviles (Audi, BMW, Daimler, Ford, General Motors, Porsche y Volkswagen) acordaron adoptar el Sistema Combinado de Carga desde mediados de 2012. El mismo define un patrón único de conector en el lado del vehículo, que ofrece espacio suficiente para un conector tipo 1 o conector tipo 2, junto con espacio para un conector de dos pines CC que permite hasta 125 amperios.
En septiembre de 2011 la industria automovilística europea recomendó el uso del conector Type 2/Type 2 Combo para su uso en la infraestructura pública de recarga en Europa. Todos los nuevos modelos de vehículos eléctricos fabricados en Europa tendrán el mismo conector a partir de 2017.
El dispositivo de recarga única CCS ofrece la ventaja de que concentra en una sola toma hasta cuatro tipos de recargas diferentes:
- AC monofásica
- AC trifásica
- DC de uso doméstico
- DC ultra rápida, que permite recargas de 15 a 20 minutos.

Los primeros coches con sistema estandarizado se fabrican desde 2013 y, a partir de 2017, lo incluirán todos los vehículos eléctricos europeos.